# Kuglerwiese
Die Kuglerwiese im 19. Wiener Gemeindebezirk Döbling war jenes Gelände, auf dem die Gärtner des Barons von Rothschild ihre Spiele austrugen. Diese englischen Gärtner gründeten in dieser Zeit auch den Fußballklub First Vienna FC 1894. 
Auf der Kuglerwiese wurde am 15. November 1894 das historisch erste offizielle Fußballspiel in Wien ausgetragen. Der Vienna Cricket and Football-Club gewann gegen den First Vienna FC 1894 klar mit 4:0. Bis 31. Mai 1896 blieb die Kuglerwiese die Heimstätte der Vienna. Anlässlich 110 Jahre First Vienna FC 1894 wurde das Spiel am 2. Juli 2004 auf der Hohen Warte nachgespielt. Knapp 110 Jahre später lebte dieses Spiel noch einmal auf. Die Mannschaften spielten in nachgemachten Dressen, der Schiedsrichter pfiff im Frack und Zylinder. Cricket gewann auch diesmal mit 4:0. Der Organisator Erich Krenslehner bemühte sich zwar um Genehmigung auf der Kuglerwiese spielen zu dürfen, dies wurde jedoch untersagt.
Die Kuglerwiese lag auf dem Gebiet das heute Heiligenstädter Park heißt.